# Рудня (Духовщинский район)
Ру́дня — деревня в Смоленской области России, в Духовщинском районе. Население — 2 жителя (2007 год). Расположена в северной части области в 42 км к северо-западу от Духовщины, в 16 км к юго-западу от посёлка Озёрный, на берегу реки Сермятка. Соседние деревни: Бердяево, Постоялик(нежил.), Гридякино (нежил.), Скрытея (нежил.)
Входит в состав Пречистенского сельского поселения.

## История
Деревня расположена на южной окраине большого Кривцова болота. Ранее небольшие железнорудные предприятия назывались Руднями. В прошлом, по всей видимости, здесь выплавлялось железо из добываемой болотной руды, откуда и пошло название деревни.